# Río Kankakee

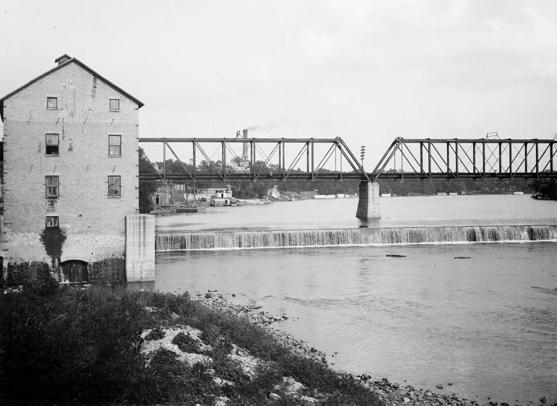
Vista del río Kankakee

El río Kankakee (del inglés: Kankakee River) es un corto río que se encuentra al noroeste de los estados de Indiana e Illinois (EE. UU.), que al confluir con el Des Plaines da lugar al nacimiento del río Illinois. En su tiempo este río drenaba uno de los humedales más grandes del interior de Norteamérica y sirvió de importante canal de comunicaciones entre los Grandes Lagos y el río Misisipí. Alterado perceptiblemente su curso original, en la actualidad atraviesa una región rural agrícola al sur del lago Míchigan.

## Descripción
El río Kankakee nace al noroeste de Indiana, aproximadamente a 8 km al sudoeste de la ciudad de South Bend. Fluye siguiendo un curso recto, canalizado, a través del noroeste rural de Indiana, recibe las aguas del río Amarillo al sur del condado de Starke y pasa por las comunidades del centro sur de Indiana. El río se curva hacia el oeste para adentrarse en el condado de Kankakee, en el noroeste de Illinois. A unos 5 km de la ciudad Kankakee sus aguas se incrementan con las del río Iroquois y sigue su curso durante 56 km hasta unirse con el río DES Plaines para formar el Illinois, a unos 80 km de Chicago.

## Historia
En los comienzos del siglo XIX, el río era una ruta importante que unía el joven estado de Illinois con los colonos procedentes de otras partes de América y de Europa. 
En la cabecera del río, cerca de la curva del sur actual, se realizaba el transporte por el río San José, el cual desemboca en el lago Míchigan. De este modo el Kankakee era parte de una ruta interior que conectaba mediante canoa los Grandes Lagos con el río Illinois y posteriormente con el río Misisipi.
Hasta finales del XIX, el río tenía casi 384 km de longitud, formando en su parte alta meandros a través de una extensa zona pantanosa que rodeaba al río, conocida como el "gran pantano de Kankakee". Abarcando los 14 000 km², era uno de los pantanos más grandes de los Estados Unidos. 
A finales del siglo XIX comenzó el drenado de las zonas pantanosas para obtener tierras de cultivo. La parte alta del río también fue transformada con diques y canales para permitir un transporte más fácil de la madera cortada río abajo. La canalización junto con la desecación de las zonas pantanosas circundantes, redujo el río a menos de la mitad de su longitud original. De la antigua zona pantanosa, solamente 120 km² permanecen en la actualidad, esto es aproximadamente un uno por ciento del área original. La canalización del río lo ha hecho especialmente propenso a las inundaciones. En los años 80, esfuerzos federales y del estado, comenzaron a restaurar la parte original de las zonas donde se producen las inundaciones, ensanchando los diques en puntos estratégicos.
El río sigue siendo un destino popular para practicar deporte en canoa y la pesca. El Parque del estado del río Kankakee está situado a lo largo del noroeste del mismo río en Illinois. La zona de 16 km² con la fauna y pesca de Kankakee está situada en Indiana.